# Dali Ndreu
Dali Ndreu (ur. 10 marca 1912 we wsi Sllovë k. Peshkopii, zm. 25 grudnia 1956 w Tiranie) – albański generał.

## Życiorys
Był synem Isufa i Xhevrije. W 1931 ukończył szkołę artylerii w Tiranie i uzyskał awans na pierwszy stopień oficerski. W stopniu podporucznika rozpoczął służbę w biurze rekrutacyjnym w Përmecie, a następnie w dywizji piechoty Kosova stacjonującej w północnej części kraju. W 1934 należał do grupy komunistycznej, działającej w strukturach armii albańskiej. W sierpniu 1935 wziął udział w rebelii antyrządowej w Fierze za co został usunięty z armii i uwięziony.
Po uwolnieniu z więzienia wyjechał do Florencji, gdzie na miejscowym uniwersytecie ukończył studia ekonomiczne. W 1939, po inwazji włoskiej na Albanię, powrócił do kraju. W kwietniu 1942 przejął dowództwo nad oddziałem partyzanckim działającym w jego rodzinnej miejscowości. w lipcu 1943 został wybrany członkiem Sztabu Generalnego Armii Narodowo-wyzwoleńczej. W tym samym roku objął funkcję zastępcy szefa Sztabu Generalnego. W sierpniu 1944 po reorganizacji armii partyzanckiej objął dowództwo I Korpusu i awans na pierwszy stopień generalski. Na przełomie 1943/1944 na czele 1 Dywizji Uderzeniowej przekroczył rzekę Shkumbin i walczył w środkowej Albanii. Podległe mu oddziały w listopadzie 1944 wyzwalały Tiranę, a następnie Lezhę i Szkodrę. W 1945 otrzymał awans na generała majora.
W kwietniu 1956 w czasie obrad konferencji Komitetu Okręgowego partii w Tiranie, Ndreu przyłączył się do oponentów Envera Hodży. Został za to uwięziony wraz z żoną (Liri Gega). Oskarżono ich o utworzenie grupy przygotowującej zamach stanu, a także o szpiegostwo i współpracę z jugosłowiańską służbą bezpieczeństwa, za co 22 listopada 1956 zostali skazani przez sąd wojskowy na karę śmierci i w grudniu 1956 straceni strzałem w tył głowy.
W 2007 Dali Ndreu został uhonorowany pośmiertnie Orderem Nderi i Kombit. Jego imię noszą ulice w południowej części Tirany (dzielnica Ali Demi) i w Peshkopii.